# ウォード・グリーン
ウォード・グリーン（英: Ward Greene、1892年12月23日 - 1956年1月）は、アメリカ合衆国の小説家、編集者、実業家。ノースカロライナ州出身。

## 経歴
ジョージア州アトランタで新聞記者として働き、1929年に米国南部の架空の街を舞台にした Cora Potts: A Pligrim's Progress で小説家としてデビュー。
The Palm Beach Post の書評欄では、「テーマ・出来栄え共に明らかに独創的で、記者としての経験を活かした筆は素早く流れる。色彩豊かで生き生きとした文章には、仰天させるような人格さえももっともらしく思わされそうになる」と評された。
1913年に起きたレオ・フランク事件をもとにした小説 Death in the Deep South を1936年に発表。この小説はマーヴィン・ルロイにより They Won't Forget という題で翌年映画化され、ニューヨーク・タイムズのフランク・ニュージェントから高く評価された。また、この映画は1987年にテレビドラマ The Murder of Mary Phagan としてリメイクされている。
1943年に The Cosmopolitan に小説 "Happy Dan, The Whistling Dog" が掲載されると、ウォルト・ディズニーがその版権を買い取り、『わんわん物語』の元になった。このときグリーンは版権を二束三文で売却してしまったと周囲に語っているが、後にスピンオフ作品としてのコミック連載 Scamp のライターを務め、同作品の成功の利益を享受することができた。
その後、コミック・ストリップ配信社のキング・フューチャーズ・シンジケートの編集者から同社のゼネラル・マネージャーまで登り詰め、同社の発展に貢献した。